# Timotej I. Aleksandrijski

Timotej I. (grčki: Τιμόθεος ), 22. papa Aleksandrije i patrijarh svetog Trona sv. Marka je ustoličen 14. ožujka 381. (17. baramhata, 97 A. M. prema koptskom kalendaru). 

## Život
Nakon smrti sv. Petra I. Aleksandrijskog okupili su se biskupi sa svojim vjernicima i izabrali Timoteja za njegovog nasljednika na Tronu sv. Marka. Timotej je bio učenik sv. Atanazija Velikog i (prema nekim izvorima) brat Petra I. Aleksandrijskog. Nažalost jako se malo zna o životu ovoga sveca.

### Prvi konstantinopolski Sabor
Timotej I. je bio učesnik i predsjedatelj Prvog konstantinopolskog Sabora, održanog 381., a koji je sazvao rimski car Teodozije I. Veliki da bi se osudilo krivovjerje makedonijanaca, sljedbenika Makedonija I. Konstantinopolskog, neprijatelja Duha Svetoga. 
Timotej, u svojstvu predsjedavajućeg ovim vijećem, sukobio se s makedonijancima, sabelianistima kao i s Apolinarijem od Laodike i odbacio njihovo vjerovanje kao heretičko; kao što se spominje prvoga dana amšira. Na saboru je bio gorljivi zagovornik konsubstancialnog Presvetog Trojstva i branitelj pravoslavne doktrine Duha Svetoga.

## Ostavština
Kao rezultat njegove naobrazbe, mnogi biskupi su mu se obraćali da raspravljaju o temama koje su razjašnjavale zbunjujuća pitanja. 
Čuveno je 18 njegovih odgovora na pitanja o kršćanskom bogoslužju, te dvije uredbe o moralnoj čistoći, a koje su, na II. Ekumenskom Saboru, dobili kanonsku snagu. Također je sačuvano i njegovo pismo Diodorusu iz Tarze. U armenskom prijevodu iz 5. stoljeća ostalo je djelo koje mu se pripisuje - Život svetog Atanazija, te nekoliko riječi o Blaženoj Djevici Mariji.

Ovaj svetac se, osim stalne brige o očuvanju i širenju Vjere brinuo o svojim vjernicima, ali i o samim crkavama kao građevinama u Aleksandriji i na drugim mjestima te o njihovom održavanju, eventualnim dogradnjama, kao i izgradnji novih crkava. Bio je obrazovan i rječit, a ostavio je mnoge izreke koji pobijaju heretičko vjerovanje Arijanaca.

## Odlazak
Ostao je na Tronu sv. Marka pet godina, jedan mjesec i pet dana, a onda otišao u miru 26. dana, mjeseca abiba, 101. A. M. (20. srpnja, 385. godine).

Spomen na njega obilježava se 20. srpnja (26. dana mjeseca abiba prema koptskom kalendaru)

## Vanjske poveznice
- Odlazak sv. Timoteja Aleksandrijskog
- Peter II. Aleksandrijski
- Odlazak sv. Atanazija
- Sinaksarion koptske Crkve
- Aleksandrijska Crkva
- Khaled Gamelyan: The Coptic Encyclopedia,opensource

| Koptske pape Aleksandrije          | Koptske pape Aleksandrije                | Koptske pape Aleksandrije           |
| ---------------------------------- | ---------------------------------------- | ----------------------------------- |
| prethodnik Petar I. Aleksandrijski | Aleksandrijske pape 380./381. - 385. AD. | nasljednik Teofil I. Aleksandrijski |